# Rio Deluţ (Purcelu)
O Rio Deluţ é um rio da Romênia, afluente do Purcelu, localizado no distrito de Harghita.